# Почему у ласточки хвост рожками
«Почему у ласточки хвост рожками» — советский рисованный мультипликационный фильм 1967 года, созданный режиссёром Аменом Хайдаровым на студии «Казахфильм» по мотивам казахской народной сказки. К мультфильму было сделано два варианта озвучивания: на русском и казахском языках.

## Сюжет
В давние времена высоко в горах жил могучий чёрный Дракон. Но постепенно он постарел и одряхлел. Его свита позвала Лиса-лекаря. После осмотра Лис заявил: Мощь вернёт властелину вновь, как цветенье, живая кровь. Лис выдал волшебный сосуд Комару и велел лететь и пробовать кровь у всех живых существ, а одну каплю крови капать в сосуд, который покажет какая кровь подходит лучше. Комар полетел и кусал всех на своём пути. Наконец он долетел до жилища людей и укусил ребёнка. Волшебный сосуд засветился и довольный Комар полетел назад к Дракону. Ласточка, чьё гнездо было рядом с жилищем людей, полетела в погоню за Комаром. Сначала ей удалось отнять и разбить сосуд с кровью. Комара она догнала и проглотила уже во дворце. Дракон погнался за Ласточкой и откусил среднюю часть хвоста, затем в пылу погони проломил окно и упал с высоты на камни, где разбился на множество ядовитых змей. Ласточка вернулась домой, а хвост у неё навсегда остался рожками.

## Создатели

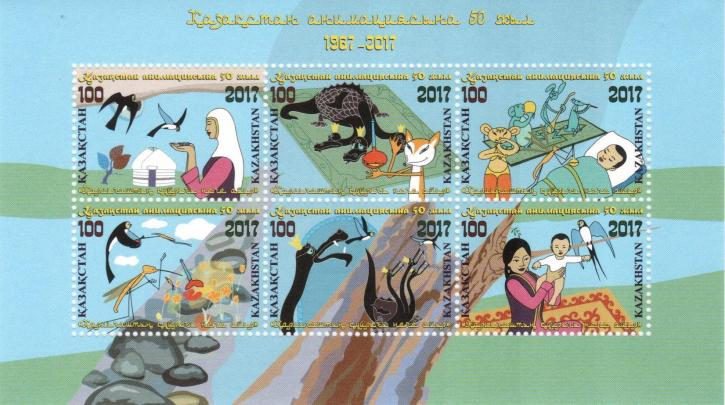
Марка 2017 года, посвящённая 50-летию казахской мультипликации

- Режиссёр и художник-постановщик — Амен Хайдаров
- Композитор — Нургиса Тлендиев
- Оператор — С. Артемов
- Звукооператоры: Л. Додонова, У. Давлетгалиев
- Художники-мультипликаторы: Бийсеитов Э., Дусенко Галина, Калистратов Б., Муканов Ф., Султанбеков Е., Чугунов В.
- Художники-декораторы: Бийсеитов Э., Щукин В.
- Стихи — Галина Дусенко
- Читает — З. Шарипова

## Награды
- 1968 — ΙΙΙ Всесоюзный кинофестиваль в Ленинграде — приз по разделу мультфильмов;
- 1974 — ΙΙΙ Нью-Йоркский фестиваль анимационных фильмов — Бронзовая медаль по разделу детских фильмов.[1]